# Arañas marcianas

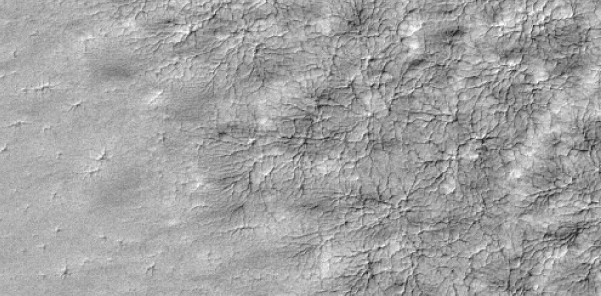
Fotografía que muestra las arañas marcianas en la superficie del casquete polar austral marciano. La imagen, tomada por la Mars Global Surveyor, muestra un área de en torno a 3 km de ancho. Cortesía: NASA/JPL-Caltech.

Las "arañas" marcianas (también conocidos como géiseres marcianos o chorros de CO2) son formaciones geológicas, exclusivas de la región polar austral del planeta Marte. Tales estructuras no han sido encontradas en la región polar boreal o en cualquier otra región de la superficie de Marte hasta la fecha. Estas estructuras se manifiestan cuando el casquete de hielo de dióxido de carbono en el polo sur se sublima en dióxido de carbono gaseoso durante la primavera marciana y la superficie de debajo queda descubierta.
Las formaciones, vistas individualmente, forman una estructura redonda y lobulada, reminiscente de una telaraña. Generalmente, radián hacia fuera en lóbulos, desde un punto central. El punto central es a menudo, pero no siempre, un cráter. La formación es una agregación por difusión limitada, fenómeno observable también en raíces, ramas, etc.

## Causas

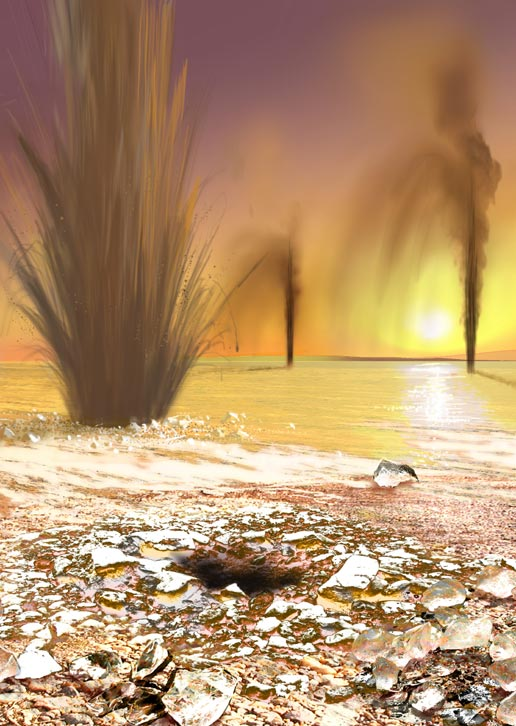
Representación artística que muestra géiseres marcianos cargados de arena. (Publicado por la NASA; artista: Ron Miller).

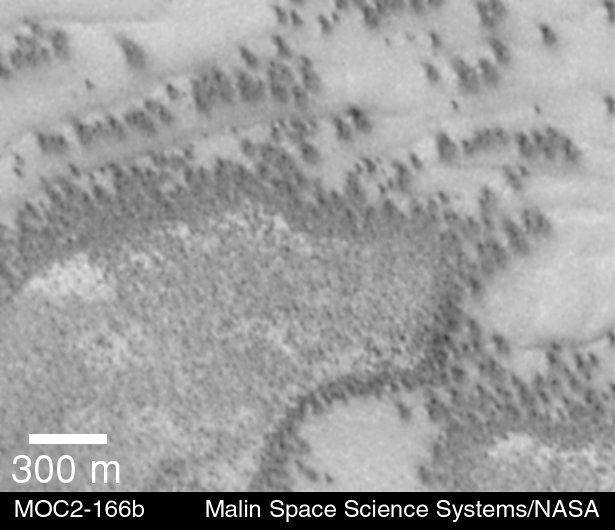
Manchas de dunas oscuras

Todavía no está del todo entendido cómo ocurren estas formaciones, o por qué aparecen únicamente en la región polar sur. Sin embargo, diversas explicaciones han sido ofrecidas por la NASA, astrofísicos, astrogeólogos y astrobiólogos, incluyendo la historia de la erosión del agua en Marte, dióxido de carbono / géisers de arena
También se ha sugerido previamente que estas estructuras tenían una causa volcánica [cita requerida] o simplemente eran parches calientes de tierra desnuda. Sin embargo, recientes imágenes térmicas de la NASA han revelado que estas estructuras se encuentran generalmente a las mismas bajas temperaturas que el hielo seco que cubre el área durante el invierno marciano.

## Información adicional
Hoy se conoce que las "arañas marcianas" parecen manifestarse únicamente en regiones específicas el polo sur marciano, pero no en las regiones correspondientes en el polo norte o en otras regiones del planeta. Hay, sin embargo, importantes diferencias entre los polos norte y sur marcianos, que pueden ser determinantes para la divergencia entre ambos polos en cuando a estas formaciones se refiere.
La órbita de Marte alrededor del sol no es simétrica ni circular. Marte describe una órbita elíptica. En el afelio (el punto de su órbita más lejano al sol), Marte se encuentra a 206,644,545 km del sol. Marte alcanza el perihelio durante el verano polar austral e invierno polar boreal. Marte alcanza el afelio durante el verano polar boreal e invierno polar austral. Por esta razón, el polo sur recibe considerablemente más energía directa del sol durante su verano, de la que el polo norte recibe durante el suyo. La diferencia en energía recibida se debe a la diferencia en la intensidad de la energía radiada por unidad de superficie a distancias considerablemente diferentes. Una teoría que trata de explicar por qué el polo sur manifiesta las arañas marcianas pero el norte no, lo relaciona con la diferencia en los patrones de calentamiento del hielo de dióxido de carbono durante los respectivos verano y/o primavera en las regiones polares del norte y del sur.
Recientes imágenes de auroras en Marte han llevado a establecer una correlación entre las auroras y magnetización remanente de minerales susceptibles en la corteza marciana, que crean pequeñas magnetosferas. Según ciertas observaciones, parece que la mayoría de la magnetización remanente de los minerales de la corteza marciana ocurren en el hemisferio austral, con poca o nula magnetización en el hemisferio norte. Otra teoría que trata de explicar por qué el polo sur manifiesta las arañas marcianas pero el norte no, establece una relación con cómo las partículas cargadas de la radiación solar interactúa con las líneas del campo magnético. Las partículas cargadas tienden a fluir a lo largo de las líneas del campo magnético. Debido a que los campos magnéticos remanentes del sur son significativamente más fuertes que los del norte, las partículas cargadas interactuarían de manera diferente con el polo sur que con el polo norte. El hecho de que el polo sur se encuentra alineado más cerca del sol en el perihelio, por tanto recibiendo más radiación solar y partículas cargadas, podría ser aquí también un factor.